# ماتياس مونتيرو
ماتياس مونتيرو (بالإسبانية: Matías Oscar Montero)‏ هو لاعب كرة قدم أرجنتيني، ولد في 7 مايو 1994.

## روابط خارجية
- ماتياس مونتيرو على موقع قاعدة بيانات كرة القدم.إي يو (الإنجليزية)
- ماتياس مونتيرو على موقع Soccerway.com (الإنجليزية)